# Пулавский, Юзеф
Юзеф Пулавский (пол. Józef Pułaski, 17 февраля 1704 — около 20 апреля 1769) — польский государственный и военный деятель, староста варецкий (1732), организатор и маршалок Барской конфедерации (1768). Отец Казимира, Антония и Франциска Ксаверия Пулавских.

## Биография
Происходил из шляхетского рода Пулавских герба Слеповрон. Занимал посты в судах, управлял имениями магнатов и несколько раз избирался послом на сеймы. В 1724 году стал бургграфом нурским, затем стал одним из крупных адвокатов в коронном трибунале в Пётркуве. Затем связался с князьями Чарторыйскими, лидерами магнатской партии «Фамилии». В 1732 году выкупил варецкое староство. Затем приобрел староства свидницкое и мшонувское, королевские имения в Подольском и Русском воеводствах, а также город Пясечно с окрестными селами под Варшавой.
В 1733 году Юзеф Пулавский был избран послом от Черской земли на елекционный сейм, где признал избрание Станислава Лещинского на польский престол и присоединился к Дзиковской конфедерации. В 1736 году признал королём Речи Посполитой Августа III. В 1744 году был избран послом на гродненский сейм, в 1748 году вновь избирается послом на сейм «Boni Ordinis», где представлял интересы Чарторыйских. В 1750 и 1754 годах дважды избирался послом. В 1752 году Юзеф Пулавский был назначен писарем надворным коронным и писарем скарбовым. С 1754 года был тесно связан с великим гетманом коронным Яном Клеменсом Браницким.
В 1764 году Юзеф Пулавский признал Станислава Понятовского новым королём Речи Посполитой, но остался сторонником саксонского курфюрста. В 1767 году как представитель Подляшья подписал акт Радомской конфедерации.
Юзеф Пулавский выступал против действий российского посла князя Николая Васильевича Репнина. Из-за угрозы ареста Пулавский выехал из Варшавы в Подолию. 29 февраля 1768 года польские магнаты и шляхтичи, недовольные собрались в городе Бар на Подолии, где создали конфедерацию. Инициаторами создания Барской конфедерации выступили староста варецкий Юзеф Пулавский (его избрали маршалком), епископ краковский Каетан Солтык, епископ каменецкий Адам Станислав Красинский и подкоморий рожанский Михал Иероним Красинский.
Члены конфедерации выступили против постановления сейма о диссидентах и против «вечного» договора с Российской империей. Барские конфедераты объявили войну России и не подчинялись её ставленнику польскому королю Станиславу Августу Понятовскому. Конфедераты потребовали отказа от закона об уравнении в правах с католиками православной и протестантской шляхты, сохранения всех привилегий римско-католической церкви. Вскоре шляхетские конфедерации возникли в Малой и Великой Польше, а также в Великом княжестве Литовском.
27 марта 1768 года Станислав Август Понятовский обратился к российской императрице Екатерине II Великой с просьбой о военной помощи. На охваченную мятежом территорию Речи Посполитой для борьбы с барскими конфедератами были отправлены крупные контингенты русских войск под генерал-майора М. Н. Кречетникова и генерал-майора П. Ф. Апраксина. Русские отряды взяли Бердичев и Бар, нанеся ряд поражений конфедератам. Юзеф Пулавский был одним из организаторов обороны Бара. 19 июня 1768 года после взятия русскими войсками Бара маршалок Юзеф Пулавский вместе с другими организаторами конфедерации бежал в Молдавию, которая входила в состав Османской империи. Был оклеветан Иоахимом Потоцким и Адамом Красинским, которые обвинили его в своих неудачах и выдали хотинскому паше. В конце апреля 1769 года скончался в хотинской темнице, якобы «от удара» (инсульта).

## Семья
В 1738 году Юзеф Пулавский женился на Марианне Зелинской, от брака с которой имел четырёх сыновей и шесть дочерей.